# Javoriv
Javoriv (ukrainska: Яворів lyssna (fil); ryska: Яворов, Javorov; polska: Jaworów) är en stad i Lviv oblast i västra Ukraina. Staden ligger cirka 47 kilometer väster om Lviv och cirka 18 kilometer öster om gränsen till Polen. Javoriv beräknades ha 12 785 invånare i januari 2022.

## Historia
Javoriv omnämns första gången i historiska dokument år 1408, då den var under polskt styre. Staden utvecklades till ett välmående centrum för tillverkning och handel längs handelsvägen Lviv–Jarosław och år 1569 fick staden rättigheter enligt Magdeburgrätten. Staden intogs av rebeller, som gjorde uppror mot Polen, år 1648, men återtogs och befästes. Genom Polens delning 1772 annekterades Javoriv av Österrike. Genom anläggandet av järnvägarna inleddes en ekonomisk nedgång.

## Ekonomi
Javoriv är en industristad med en plastfabrik och en konservfabrik.

## Bildgalleri

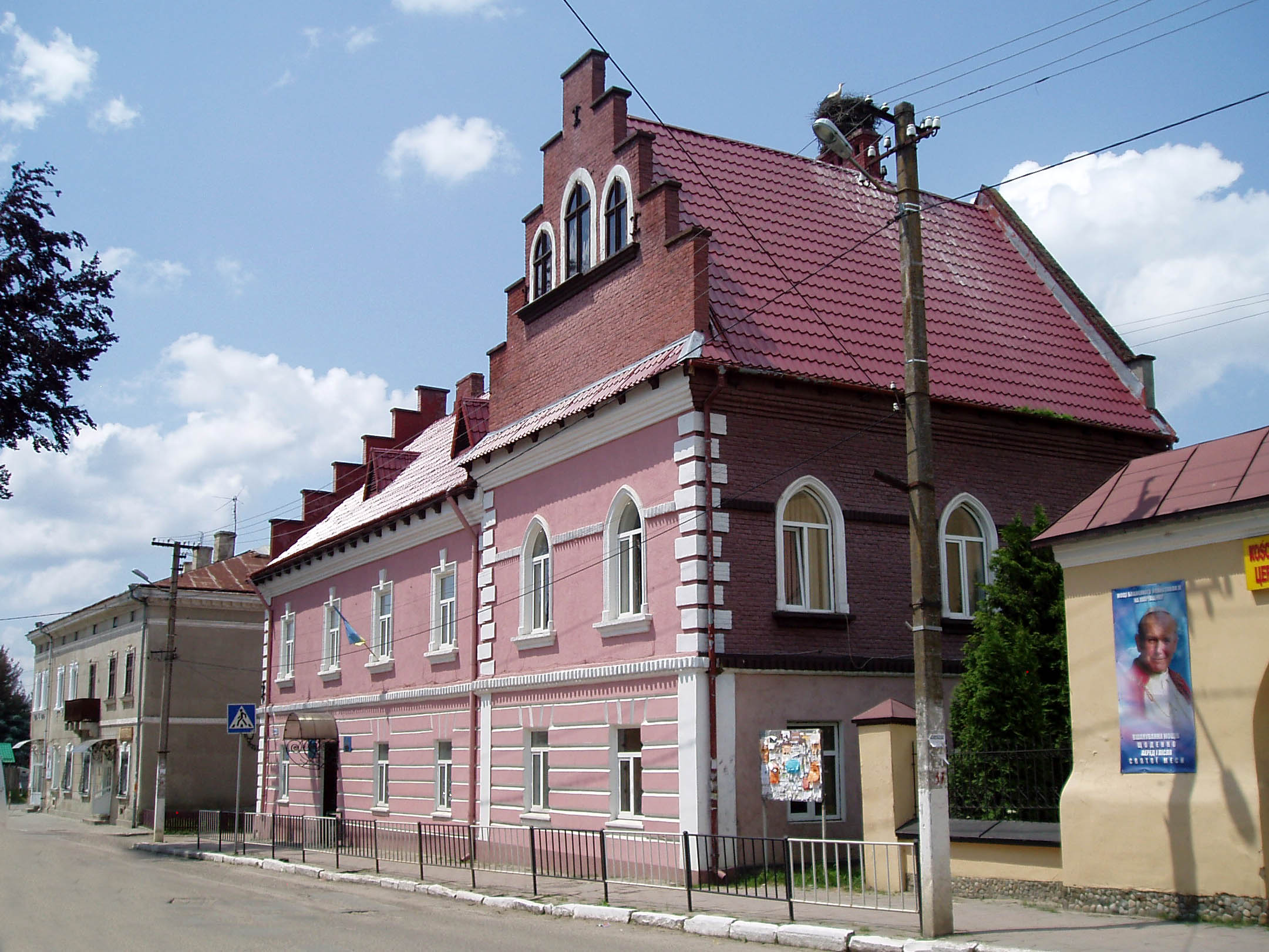
Lvivskagatan.
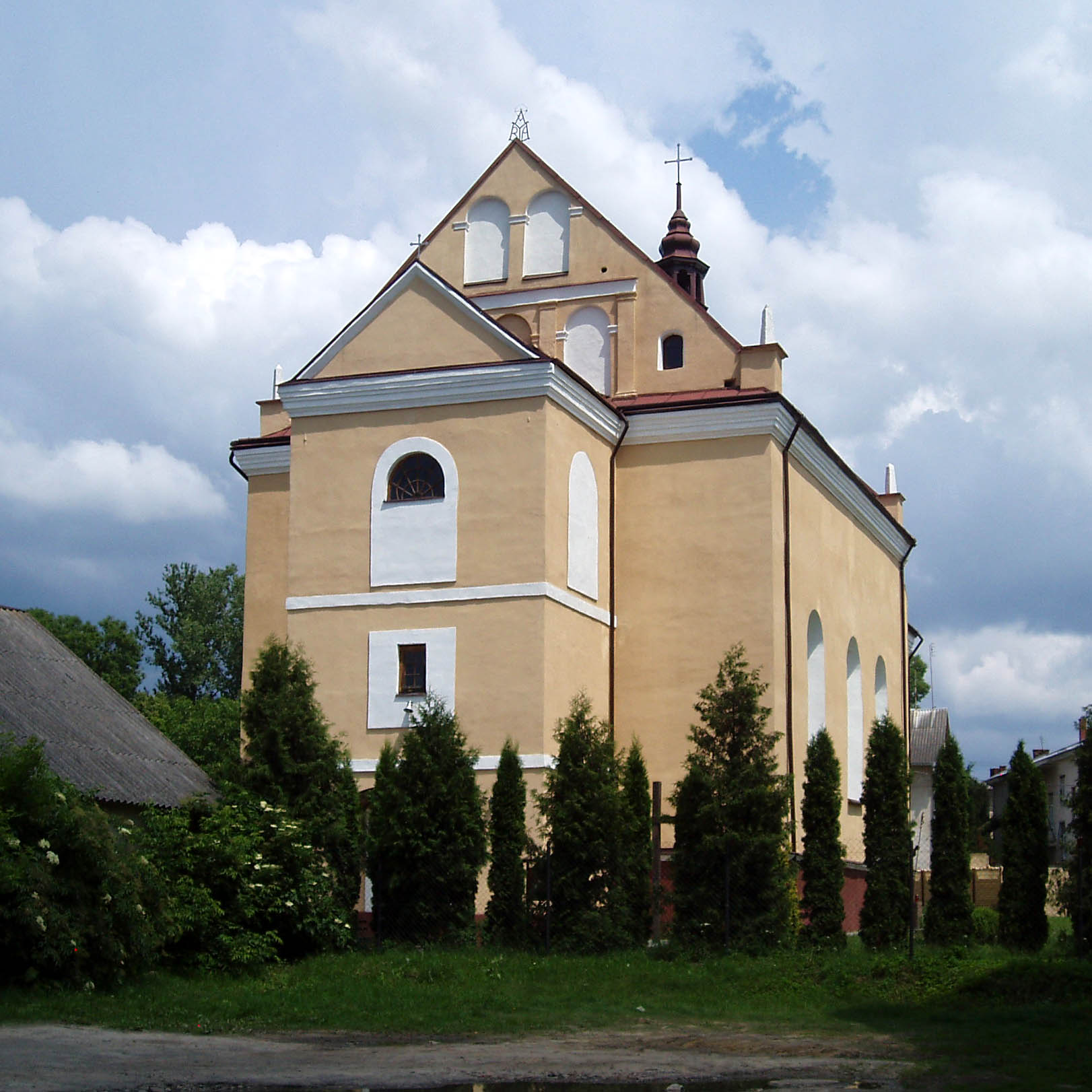
Sankt Peter och Pauluskyrkan.
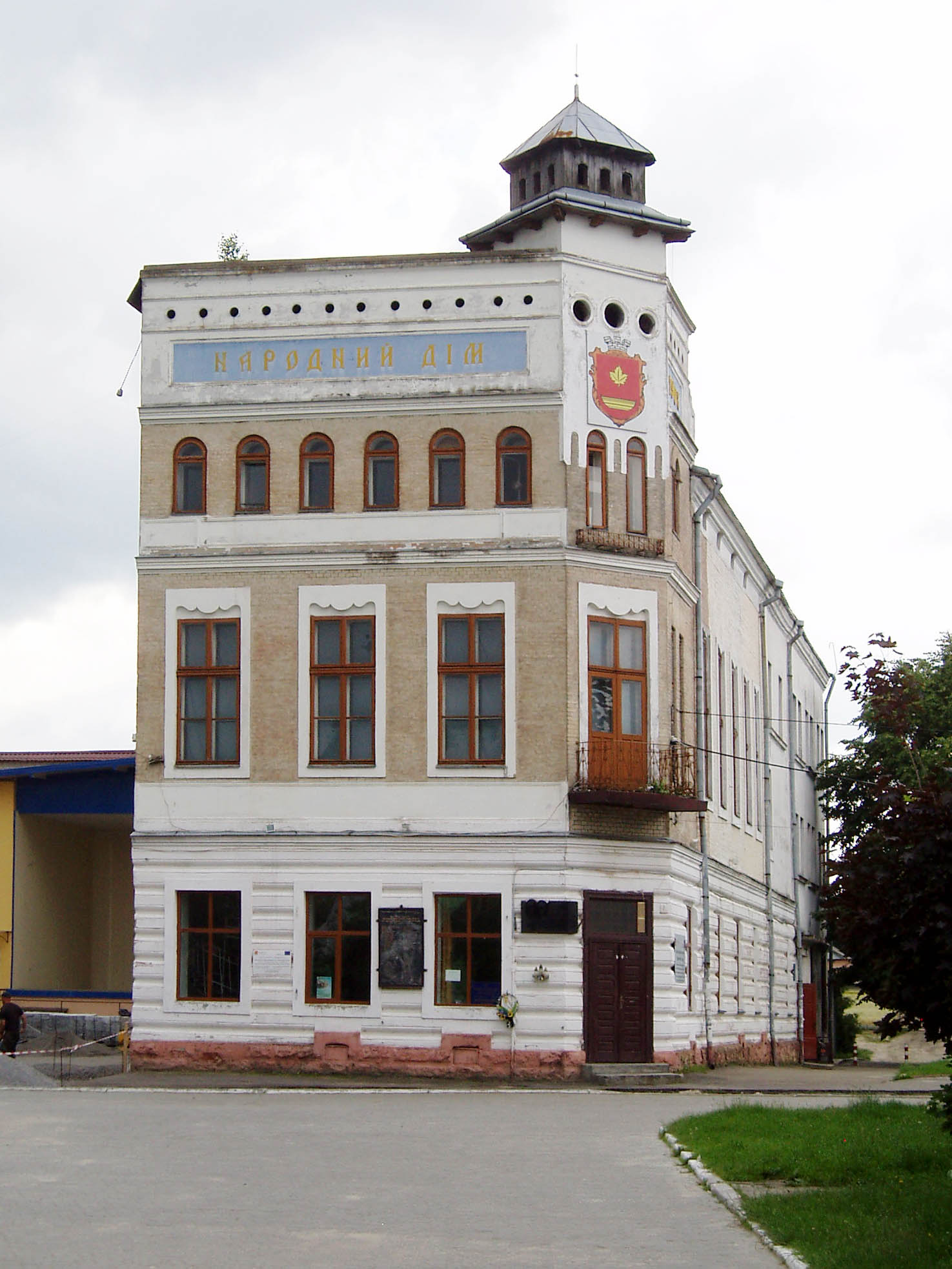
Folkets hus.
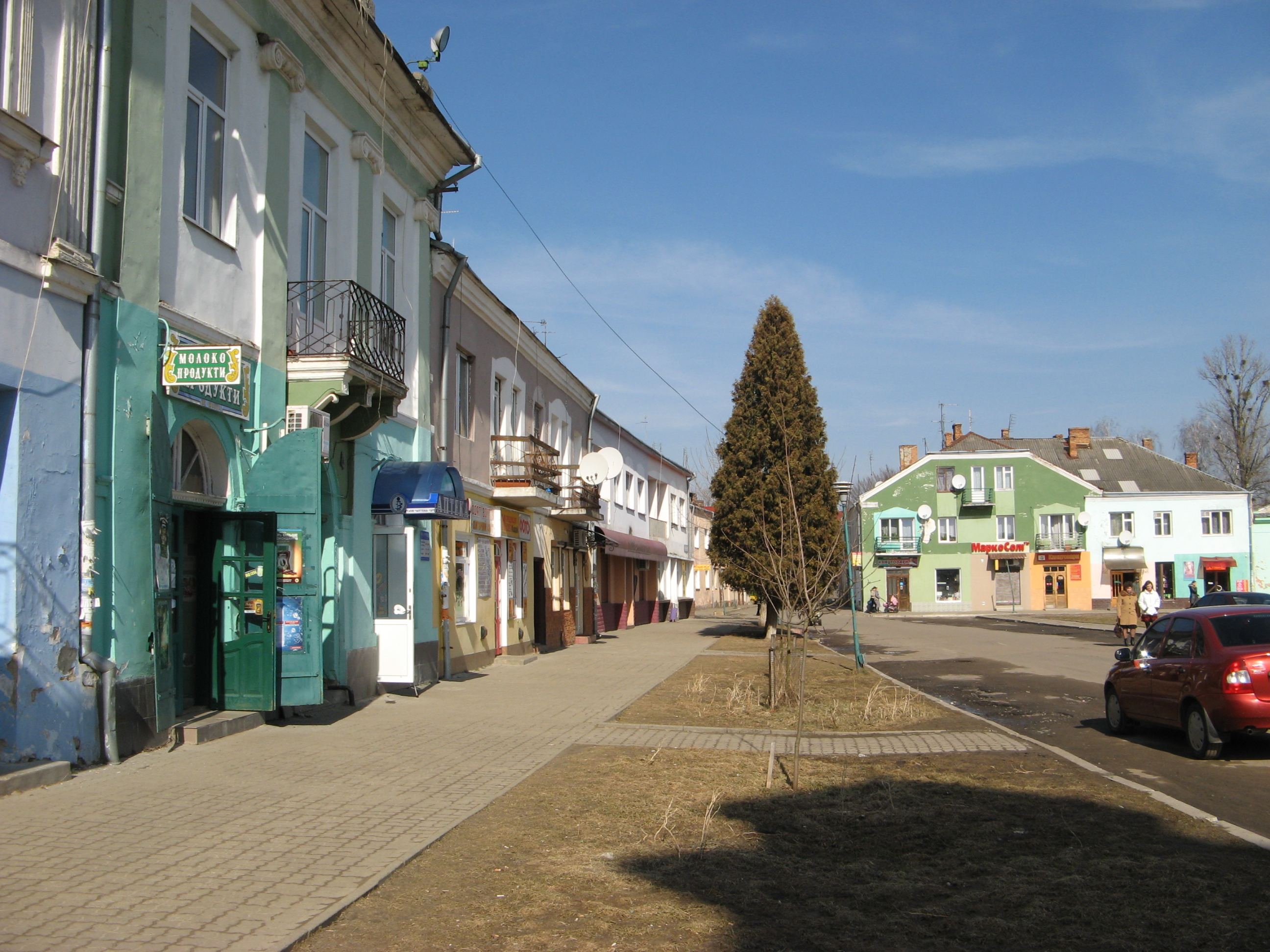
Centrum.